# The Unwritten Law (film, 1985)
Pour les articles homonymes, voir The Unwritten Law.
Pour plus de détails, voir Fiche technique et Distribution.
The Unwritten Law (法外情, Fat ngoi ching) est un film de procès hongkongais écrit, produit et réalisé par Ng See-yuen et sorti en 1985 à Hong Kong. Il a deux suite : The Truth (1988) et The Truth: Final Episode (1989). En raison du fait que cette série de films montre un amour sincère entre une mère et son fils, Deannie Yip s'est vu attribuer le surnom de la « Mère d'Andy Lau ».
Il totalise 11 618 066 HK$ de recettes au box-office.

## Synopsis
Raymond Lau (Andy Lau) a grandi dans un orphelinat. Il sort diplômé de la faculté de droit de l'université de Londres, spécialisé en droit pénal, et retourne à Hong Kong pour commencer sa carrière. La famille de sa fiancée a également plusieurs membres travaillant dans le droit. À cette époque, une affaire se produit, une prostituée de plus de 50 ans, Lau Wai-lan (Deannie Yip) est accusée d'avoir tué le fils d'une personne très riche. Personne ne veut la défendre et elle veut mourir. Les gens ne sont pas optimistes quant à l'éthique de travail et au sens de la justice et Raymond Lau reprend l'affaire.
Le jeune avocat Raymond, grâce à l'aide du vieux Kwan (Lau Siu-ming), recherche des preuves un peu partout, la vérité se dévoilant peu à peu sur l'affaire. Le père de sa fiancée s'oppose à son choix de défendre cette femme et les relations avec sa fiancée se dégradent progressivement. Lors d'un accident, Wai-lan s'aperçoit que Raymond porte une montre de poche gravée de « Avenir brillant », cadeau qu'elle avait donné à son fils il y a de nombreuses années. Elle prend conscience que Raymond est le fils qu'elle avait emmené à l'orphelinat de Dean Maria. Elle ne l'a pas abandonné complètement car elle est devenue danseuse et s’est occupée anonymement de lui en payant ses études de droit. Elle craint alors que la révélation de son identité ne ruine l'honneur et la carrière naissante de Raymond et refuse qu'il la défende.
Raymond ne peut accepter que Wai-lan ait refusé sa défense. Elle ne dit pas pourquoi mais, avec la persuasion du vieux Kwan, elle accepte finalement de laisser Raymond la défendre. La défense de Raymond réfute en bloc les accusations, souligne les contradictions des déclarations du témoin et soumet la supposition que le défunt était un pervers sexuel. Raymond retrouve les victimes d'abus sexuels, toutes prostituées, pour qu'elles témoignent à la barre et recherche le psychiatre de la victime qui avait témoigné. Celui-ci a toutefois nié que la victime ait été son patient. Heureusement, l'une des personnels de l'orphelinat de Raymond, Tang Siu-fan, qui était infirmière de la clinique, accepte de témoigner et présente les dossiers médicaux prouvant que la victime est bien son patient.
Le procureur (Paul Chun) convoque Maria, la directrice de l'orphelinat à la retraite, pour qu'elle témoigne devant le tribunal au sujet de la relation mère-fils de Wai-lan et Raymond. Selon les lois et les règles britanniques en vigueur, il ne doit pas exister de lien de parenté entre avocat et client, demandant au juge de révoquer immédiatement le procès. Cependant, Mary nie fermement la relation mère-fils de Wai-lan et Raymond. Avec l’assentiment du jury, le juge conclut que Wai-lan avait été harcelée par son client et l’avait tué en cas de légitime défense. Finalement, Raymond ne sait toujours pas que Wai-lan est sa mère biologique.

## Fiche technique
- Titre original : 法外情
- Titre international : The Unwritten Law
- Réalisation : Ng See-yuen
- Scénario : Ng See-yuen
- Photographie : Ma Koon Wah
- Montage : Poon Hung
- Musique : Tang Siu Lam
- Production : Ng See-yuen
- Société de production : Seasonal Film Corporation
- Société de distribution : Seasonal Film Corporation
- Pays d'origine :  Hong Kong
- Langue originale : cantonais
- Format : couleur
- Genre : film de procès
- Durée : 102 minutes
- Dates de sortie :
  -  Hong Kong : 26 septembre 1985
  -  Taïwan : 1er janvier 1986
  -  Corée du Sud : 24 septembre 1988

## Distribution
- Andy Lau : Raymond Lau
- Deannie Yip : Lau Wai-lan
- Yammie Lam : Annie, la petite amie de Raymond
- Joann Tang : Tang Siu-fan
- Lau Siu-ming : le vieux Kwan
- Paul Chun : le procureur Yim Yat-kong
- Lai Suen : Sœur Yung
- Staurt Ong : Tsang Wing-lim, le client assassiné
- Wong Wai : l'avocat
- Andy Tai
- Chan Yau-hau : le chef Tsang
- Joseph Lee : l'avocat Ting
- Kam Biu
- Chan Yuet-yue
- Yau Lai-fong
- Hon Lai-fan
- Ng Yip-kwong
- Felix Lok (en)
- Peter Macintosh : le juge
- Elainor Johnson : la nonne
- Lung Cheuk
- Cheung Sak-au : Oncle Wong
- Leung Chi